# Gouverneur-generaal van Canada
De gouverneur-generaal van Canada (Engels: Governor General of Canada, Frans: gouverneur général du Canada) vertegenwoordigt de Kroon in Canada.
Canada is een constitutionele monarchie en onderdeel van het Britse Gemenebest met koning Charles III als staatshoofd. De gouverneur-generaal wordt, op voordracht van de Canadese premier, door de monarch benoemd.
De luitenant-gouverneurs, die de Canadese Kroon vertegenwoordigen in de provincies, worden benoemd door de gouverneur-generaal van Canada. De keuze van de te benoemen luitenant-gouverneurs is echter voorbehouden aan de premier.
Traditiegetrouw wordt de positie ingenomen door iemand die al een lange staat van dienst heeft in een staatkundige functie, vaak een politicus of diplomaat. In de 21ste eeuw kwam hier verandering in, Adrienne Clarkson en Michaëlle Jean, hebben een ietwat andere staat van dienst gehad: zij zijn ook onder andere journalist bij de CBC geweest.
Aanvankelijk waren de gouverneurs-generaal Britse onderdanen en het zou tot 1952 duren vooraleer Vincent Massey de eerste Canadese gouverneur-generaal werd. De huidige gouverneur-generaal is Mary Simon.

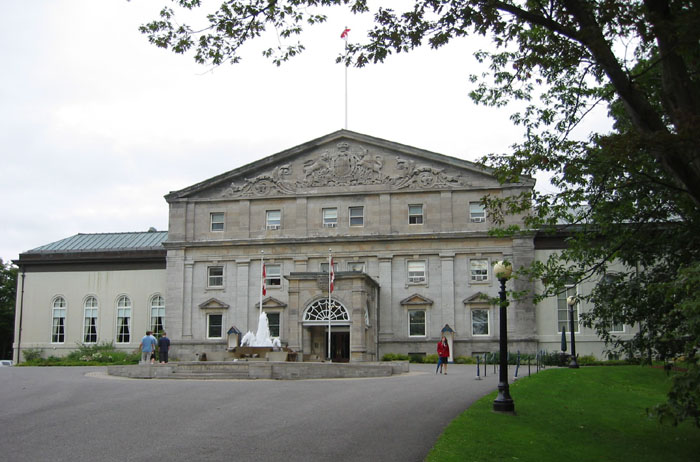
Rideau Hall, de officiële residentie van de gouverneur-generaal van Canada
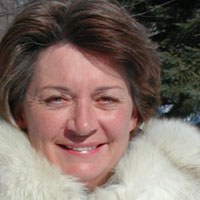
Mary Simon, de huidige gouverneur-generaal van Canada